# 郑伯奇
郑伯奇（1895年6月11日—1979年1月25日），原名郑隆谨，字伯奇，笔名东山、虚舟、何大白、方钧、郑君平、席耐芳、华尚文、乐游、郑平子、苏萍等，陕西长安人，中国现代作家。

## 生平
郑伯奇是陕西省长安县瓜洲堡村人。1910年参加同盟会，1917年赴日本，先后在东京第一高等学校留学生预科班、京都第三高等学校、京都帝国大学等校学习。1921年加入创造社。1926年回国，任广州中山大学教授，兼黄埔军校政治教官。1927年到上海，后任上海艺术大学教授、上海艺术剧社社长，并参加中国左翼作家联盟和左翼戏剧家联盟，任左联常委，主编《文艺生活》。后任良友图书印刷公司编辑，主编《电影画报》、《新小说》等刊。又与夏衍、阿英等从事电影工作，任明星影片公司编剧顾问。1937年到西安，1938年到重庆，在郭沫若主持的文化工作委员会中任委员。1943年回西安，主编《每周文艺》。1944年任陕西师范专科学校教授。1949年后任西北大学教授、西北军政委员会文化教育委员会委员、西北文联副主席、陕西文联副主席、中国作家协会西安分会副主席等。

## 著作
- . 创造社. 1928.（话剧、短篇小说合集）
- . 启明书局.（戏剧集）
- . 千秋出版社. 1937.（短篇小说集）
- . 良友图书印刷公司. 1936.（短篇小说集）
- . 神州国光社. 1930.（文艺评论集）
- . 良友图书印刷公司. 1937.（文艺评论集）
- . 西安大隆图书公司. 1946.（散文、译文合集）
- . 三聯書店(香港)有限公司. 1982.（回忆录）